# Campeonato de Fútbol Femenino 1997 (Argentina)
El Campeonato de Fútbol Femenino 1997 fue la séptima edición del torneo oficial de fútbol femenino disputado en Argentina. Fue organizado por la Asociación del Fútbol Argentino (AFA). Participaron 24 equipos, de los cuales 17 fueron debutantes en el torneo. Los equipos fueron divididos en 2 zonas de 12. El sistema de disputa fue de todos contra todos a dos ruedas, 
más dos fechas interzonales. Los primeros 3 de cada zona jugaron un hexagonal a una sola rueda para definir al campeón. El campeón fue River Plate.

## Equipos participantes
En cursiva, los equipos debutantes.
| Equipo                 | Ciudad          |
| ---------------------- | --------------- |
| All Boys               | Buenos Aires    |
| Argentinos Juniors     | Buenos Aires    |
| Atlas                  | Gral. Rodríguez |
| Banfield               | Banfield        |
| Boca Juniors           | Buenos Aires    |
| Claypole               | Claypole        |
| Defensores de Belgrano | Buenos Aires    |
| Deportivo Español      | Buenos Aires    |
| Deportivo Italiano     | Ciudad Evita    |
| Dock Sud               | Dock Sud        |
| Ferro Carril Oeste     | Buenos Aires    |
| Independiente          | Avellaneda      |
| Ituzaingó              | Buenos Aires    |
| J. J. Urquiza          | Caseros         |
| Los Andes              | Lomas de Zamora |
| Lugano                 | Buenos Aires    |
| Luján                  | Luján           |
| Platense               | Vicente López   |
| River Plate            | Buenos Aires    |
| San Martín (B)         | Burzaco         |
| Sp. Barracas           | Buenos Aires    |
| Temperley              | Turdera         |
| Tigre                  | Victoria        |
| Tristán Suárez         | Tristán Suárez  |

## Zona A

### Tabla de posiciones
| Pos. | Equipo                 | Pts. | PJ | PG | PE | PP | GF  | GC  | Dif. |
| ---- | ---------------------- | ---- | -- | -- | -- | -- | --- | --- | ---- |
| 1.º  | River Plate            | 70   | 24 | 23 | 1  | 0  | 220 | 4   | 216  |
| 2.º  | J. J. Urquiza          | 57   | 24 | 19 | 0  | 5  | 109 | 28  | 81   |
| 3.º  | Tigre                  | 55   | 24 | 18 | 1  | 5  | 69  | 33  | 36   |
| 4.º  | Atlas                  | 42   | 24 | 13 | 3  | 8  | 53  | 48  | 5    |
| 5.º  | All Boys               | 40   | 24 | 13 | 1  | 10 | 48  | 50  | −2   |
| 6.º  | Luján                  | 34   | 24 | 10 | 4  | 10 | 48  | 56  | −8   |
| 7.º  | Ferro Carril Oeste     | 29   | 24 | 9  | 2  | 13 | 41  | 70  | −29  |
| 8.º  | Defensores de Belgrano | 27   | 24 | 8  | 3  | 13 | 39  | 48  | −9   |
| 9.º  | Lugano                 | 27   | 24 | 9  | 0  | 15 | 40  | 70  | −30  |
| 10.º | Ituzaingó              | 14   | 24 | 4  | 2  | 18 | 40  | 70  | −30  |
| 11.º | Deportivo Italiano     | 10   | 24 | 3  | 1  | 20 | 24  | 108 | −84  |
| 12.º | Platense               | 10   | 24 | 3  | 1  | 20 | 11  | 152 | −141 |

|  | Los equipos que ocupen estas posiciones clasificarán al hexagonal final para definir al campeón. |

### Resultados

#### Primera rueda
| J. J. Urquiza      | 3 - 0  | Luján         | Sáb 3 de mayo de 1997 |
| Def. de Belgrano   | 1 - 0  | All Boys      | Sáb 3 de mayo de 1997 |
| Ituzaingó          | 0 - 1  | Dep. Italiano | Dom 4 de mayo de 1997 |
| Lugano             | 9 - 0  | Platense      | Dom 4 de mayo de 1997 |
| Tigre              | 1 - 3  | Atlas         | Dom 4 de mayo de 1997 |
| Ferro Carril Oeste | 0 - 10 | River Plate   | Dom 4 de mayo de 1997 |

| Tigre         | 4 - 1  | Lugano             | Vie 9 de mayo de 1997  |
| Dep. Italiano | 0 - 4  | J. J. Urquiza      | Sáb 10 de mayo de 1997 |
| Luján         | 8 - 0  | Platense           | Sáb 10 de mayo de 1997 |
| All Boys      | 3 - 1  | Ituzaingó          | Dom 11 de mayo de 1997 |
| Atlas         | 1 - 1  | Ferro Carril Oeste | Dom 11 de mayo de 1997 |
| River Plate   | 14 - 0 | Def. de Belgrano   | Dom 11 de mayo de 1997 |

| J. J. Urquiza      | 3 - 2 | All Boys      | Sáb 17 de mayo de 1997 |
| Def. de Belgrano   | 0 - 1 | Atlas         | Sáb 17 de mayo de 1997 |
| Ituzaingó          | 0 - 7 | River Plate   | Sáb 17 de mayo de 1997 |
| Lugano             | 2 - 0 | Luján         | Sáb 24 de mayo de 1997 |
| Platense           | 1 - 9 | Dep. Italiano | Sáb 24 de mayo de 1997 |
| Ferro Carril Oeste | 0 - 4 | Tigre         | Mié 2 de julio de 1997 |

| All Boys           | 7 - 1 | Platense         | Sáb 31 de mayo de 1997  |
| River Plate        | 5 - 0 | J. J. Urquiza    | Sáb 31 de mayo de 1997  |
| Dep. Italiano      | 0 - 1 | Luján            | Sáb 31 de mayo de 1997  |
| Atlas              | 4 - 0 | Ituzaingó        | Dom 1° de junio de 1997 |
| Tigre              | 4 - 0 | Def. de Belgrano | Dom 1° de junio de 1997 |
| Ferro Carril Oeste | 2 - 3 | Lugano           | Dom 1° de junio de 1997 |

| J. J. Urquiza    | 3 - 1  | Atlas              | Sáb 7 de junio de 1997 |
| Ituzaingó        | 0 - 5  | Tigre              | Sáb 7 de junio de 1997 |
| Luján            | 1 - 3  | All Boys           | Sáb 7 de junio de 1997 |
| Def. de Belgrano | 0 - 3  | Ferro Carril Oeste | Dom 8 de junio de 1997 |
| Lugano           | 2 - 0  | Dep. Italiano      | Dom 8 de junio de 1997 |
| Platense         | 0 - 30 | River Plate        | Dom 8 de junio de 1997 |

| Atlas              | 1 - 2 | Independiente      | Sáb 14 de junio de 1997 |
| Def. de Belgrano   | 0 - 1 | San Martín (B)     | Sáb 14 de junio de 1997 |
| Ituzaingó          | 0 - 0 | Claypole           | Sáb 2 de agosto de 1997 |
| Platense           | 3 - 2 | Argentinos Juniors | Sáb 2 de agosto de 1997 |
| River Plate        | 1 - 1 | Boca Juniors       | Sáb 2 de agosto de 1997 |
| Tigre              | 7 - 0 | Temperley          | Sáb 2 de agosto de 1997 |
| Dep. Italiano      | 0 - 8 | Dep. Español       | Sáb 2 de agosto de 1997 |
| Luján              | 1 - 1 | Los Andes          | Sáb 2 de agosto de 1997 |
| J. J. Urquiza      | 7 - 0 | Tristán Suárez     | Dom 3 de agosto de 1997 |
| All Boys           | 1 - 3 | Dock Sud           | Dom 3 de agosto de 1997 |
| Lugano             | 1 - 4 | Sp. Barracas       | Dom 3 de agosto de 1997 |
| Ferro Carril Oeste | 2 - 0 | Banfield           | Dom 3 de agosto de 1997 |

| All Boys           | 4 - 2  | Dep. Italiano | Sáb 21 de junio de 1997 |
| Def. de Belgrano   | 4 - 0  | Lugano        | Sáb 21 de junio de 1997 |
| Atlas              | 3 - 0  | Platense      | Dom 22 de junio de 1997 |
| River Plate        | 12 - 0 | Luján         | Dom 22 de junio de 1997 |
| Tigre              | 3 - 0  | J. J. Urquiza | Dom 22 de junio de 1997 |
| Ferro Carril Oeste | 6 - 3  | Ituzaingó     | Dom 22 de junio de 1997 |

| J. J. Urquiza | 6 - 1 | Ferro Carril Oeste | Sáb 28 de junio de 1997 |
| Ituzaingó     | 0 - 2 | Def. de Belgrano   | Sáb 28 de junio de 1997 |
| Platense      | 1 - 4 | Tigre              | Sáb 28 de junio de 1997 |
| Dep. Italiano | 1 - 9 | River Plate        | Sáb 28 de junio de 1997 |
| Luján         | 4 - 1 | Atlas              | Sáb 28 de junio de 1997 |
| Lugano        | 0 - 1 | All Boys           | Dom 29 de junio de 1997 |

| Def. de Belgrano   | 1 - 2 | J. J. Urquiza | Sáb 5 de julio de 1997  |
| Ituzaingó          | 3 - 1 | Lugano        | Sáb 5 de julio de 1997  |
| River Plate        | 7 - 1 | All Boys      | Dom 6 de julio de 1997  |
| Tigre              | 4 - 1 | Luján         | Dom 6 de julio de 1997  |
| Ferro Carril Oeste | 7 - 0 | Platense      | Dom 6 de julio de 1997  |
| Atlas              | 6 - 1 | Dep. Italiano | Sáb 9 de agosto de 1997 |

| J. J. Urquiza | 5 - 2  | Ituzaingó          | Sáb 12 de julio de 1997  |
| All Boys      | 3 - 2  | Atlas              | Sáb 12 de julio de 1997  |
| Dep. Italiano | 0 - 5  | Tigre              | Sáb 12 de julio de 1997  |
| Luján         | 3 - 1  | Ferro Carril Oeste | Sáb 12 de julio de 1997  |
| Platense      | 0 - 12 | Def. de Belgrano   | Dom 13 de julio de 1997  |
| Lugano        | 0 - 12 | River Plate        | Dom 10 de agosto de 1997 |

## Campeón
| XXX                    |
| River Plate 6.º título |